# Louis Laber
Louis Laber (né Solomon Laber le 24 avril 1889 à Tcherno-Ostrov dans le Gouvernement de Podolie de l'Empire russe et mort le 26 décembre 1929 à Helsinki) était un chanteur, scénographe, metteur en scène, directeur de théâtre et metteur en scène de l'Opéra national de Finlande,,.

## Biographie
Louis Laber quitte la Russie pour l'Italie en 1911 pour étudier le chant. En 1913, il s'installe à Vienne et y réside pendant la Première Guerre mondiale. En 1919, Louis Laber s'installe à Prague et y entre au service du Deutsches Landestheater allemand. Il a travaillé au théâtre pendant neuf ans, d'abord comme premier chanteur, puis comme metteur en scène. Après 1911, Louis Laber ne s'est rendu en Russie qu'une seule fois en 1928 pour rencontrer ses proches qui y vivaient,.
Louis Laber fut choisi comme metteur en scène de l'Opéra national de Finlande et arriva à Helsinki le 10 juin 1929 avec un visa de trois mois et un permis de travail délivrés par le ministère des Affaires étrangères.
Louis Laber a commencé son travail de metteur en scène et de scénographe à l'Opéra national de Finlande le 15 août 1929. Au cours de la saison d'automne, il dirigea Le Prince Igor d'Alexandre Borodine et Turandot de Giacomo Puccini ; ce dernier fut la représentation d'opéra la plus remarquable de la saison d'automne de l'Opéra national de Finlande en 1929. 
En décembre, il a notamment préparé des représentations d'Eugène Onéguine de Piotr Tchaïkovski et du ballet pantomime Okon Fuoko de Leevi Madetoja. Selon les déclarations à la presse, il a fait preuve d'enthousiasme et de capacités dans son domaine en tant que réalisateur,,.
Louis Laber s'est suicidé en aborbant de la morphine dans son appartement de Caloniuskenkatu 2 le 26 décembre 1929. 
Dans sa lettre d'adieu, il a déclaré que la raison de son acte était qu'en tant que citoyen de la Russie soviétique, il n'avait pas reçu de permis de séjour après l'expiration de son visa. Le gouverneur du comté d'Uusimaa, Bruno Jalander, avait rejeté la requête de Louis Laber sur la base de d'avis négatifs et du fait que les Russes soviétiques ne devraient pas obtenir de permis de séjour de longue durée dans le comté. 
Louis Laber avait cependant encore la possibilité de faire appel de la décision auprès du ministère de l'Intérieur. Certains articles de journaux ont mentionné que le fait que Louis Laber était juif aurait également contribué au rejet de la demande. 
La jalousie professionnelle de personnes de l'opéra pourrait également être la raison de ce rejet - au cours de sa courte direction, Louis Laber avait déjà laissé dans l'ombre d'autres metteurs en scène d'opéra en tant que metteur en scène et scénographe,,,,
Il est enterré au cimetière juif d'Helsinki.